# Langanki (Kętrzyn)
Langanki (deutsch Langanken) ist ein Ort in der polnischen Woiwodschaft Ermland-Masuren. Er gehört zur Gmina Kętrzyn (Landgemeinde Rastenburg) im Powiat Kętrzyński (Kreis Rastenburg).

## Geographische Lage
Langanki liegt in der nördlichen Mitte der Woiwodschaft Ermland-Masuren, 15 Kilometer nordöstlich der früheren Kreisstadt Sensburg (polnisch Mrągowo) bzw. elf Kilometer südlich der heutigen Kreismetropole Kętrzyn (deutsch Rastenburg).

## Geschichte
Das ursprünglich Langanke und nach 1785 Langancken genannte Dorf zählte im Jahre 1867 insgesamt 329 Einwohner. Im Jahre 1874 kam Langanken zum neu errichteten Amtsbezirk Eichmedien (polnisch Nakomiady) im ostpreußischen Kreis Sensburg, der bis 1945 bestand.
Die Einwohnerzahlen des Ortes beliefen sich 1885 auf 318, 1910 auf 319, 1933 auf 247 bzw. 1939 auf 262.
Mit der Abtretung des gesamten südlichen Ostpreußen an Polen in Kriegsfolge im Jahre 1945 erhielt Langanken die polnische Namensform „Langanki“. Das Dorf ist heute eine Ortschaft im Verbund der Landgemeinde Kętrzyn (Rastenburg) im Powiat Kętrzyński (Kreis Rastenburg), von 1975 bis 1998 der Woiwodschaft Olsztyn, seither der Woiwodschaft Ermland-Masuren zugehörig. Im Jahre 2021 belief sich die Zahl der Einwohner Langankis auf 122.

## Kirche
Bis 1945 war Langanken in die evangelische Kirche Eichmedien (polnisch Nakomiady) in der Kirchenprovinz Ostpreußen der Kirche der Altpreußischen Union, außerdem in die römisch-katholische St.-Katharinen-Kirche Rastenburg (polnisch Kętrzyn) im Bistum Ermland.
Heute gehört Langanki evangelischerseits zur Johanneskirche Kętrzyn in der Diözese Masuren der Evangelisch-Augsburgischen Kirche in Polen und katholischerseits zur Kirche in Nakomiady im Erzbistum Ermland.

## Verkehr

### Straße
Langanki liegt an einer Nebenstraße, die von Kętrzyn aus über Nakomiady bis nach Wyszembork (Weißenburg (Ostpr.)) verläuft.

### Schienen
Im Jahre 1898 wurde Langanken Bahnstation an der Bahnstrecke Rastenburg–Sensburg der Rastenburger Kleinbahnen. Im Jahre 1948 in polnischer Zeit wurde sie wieder eröffnet, dann aber im Jahre 1966 im Abschnitt von Sławkowo (Reimsdorf) nach Mrągowo (Sensburg) für den Gesamtverkehr eingestellt, ab 1971 auch für den Abschnitt Sławkowo–Kętrzyn. Heute besteht keine Bahnanbindung mehr.